# تلفريك نمك آبرود
تلفريك نمك آبرود هو عبارة عن مجموعة من خطوط التلفريك أو (القطار المعلق) والذي يُعَد أعلى تلفريك في إيران واشهرها حيث يبلغ ارتفاعه حوالي 970 متراً من سطح الأرض. وتم بناء هذا التلفريك في مدينة نمك آبرود شمال إيران والقريبة من بحر قزوين وينقل راكبيه إلى قمّتَي ديوحمام ومدوبن والتي تُعتبَر ضمن جبال البرز الشاهقة وتم استخدام هذا التلفريك في مدينة نمك آبرود بسبب الجبال والأسطح الوعرة التي تكثر فيها حيث تُعتبَر هذه المدينة جبلية‌ ومغطاة‌ بالغابات‌ والاشجار الكثيفة والعيون من المياه المعدنية. ويبدأ تلفريك نمك آبرود رحلته من على مستوى سطح البحر بالقرب من شواطئ بحر قزوين وينتهي على قمة مرتفعات ألبرز.

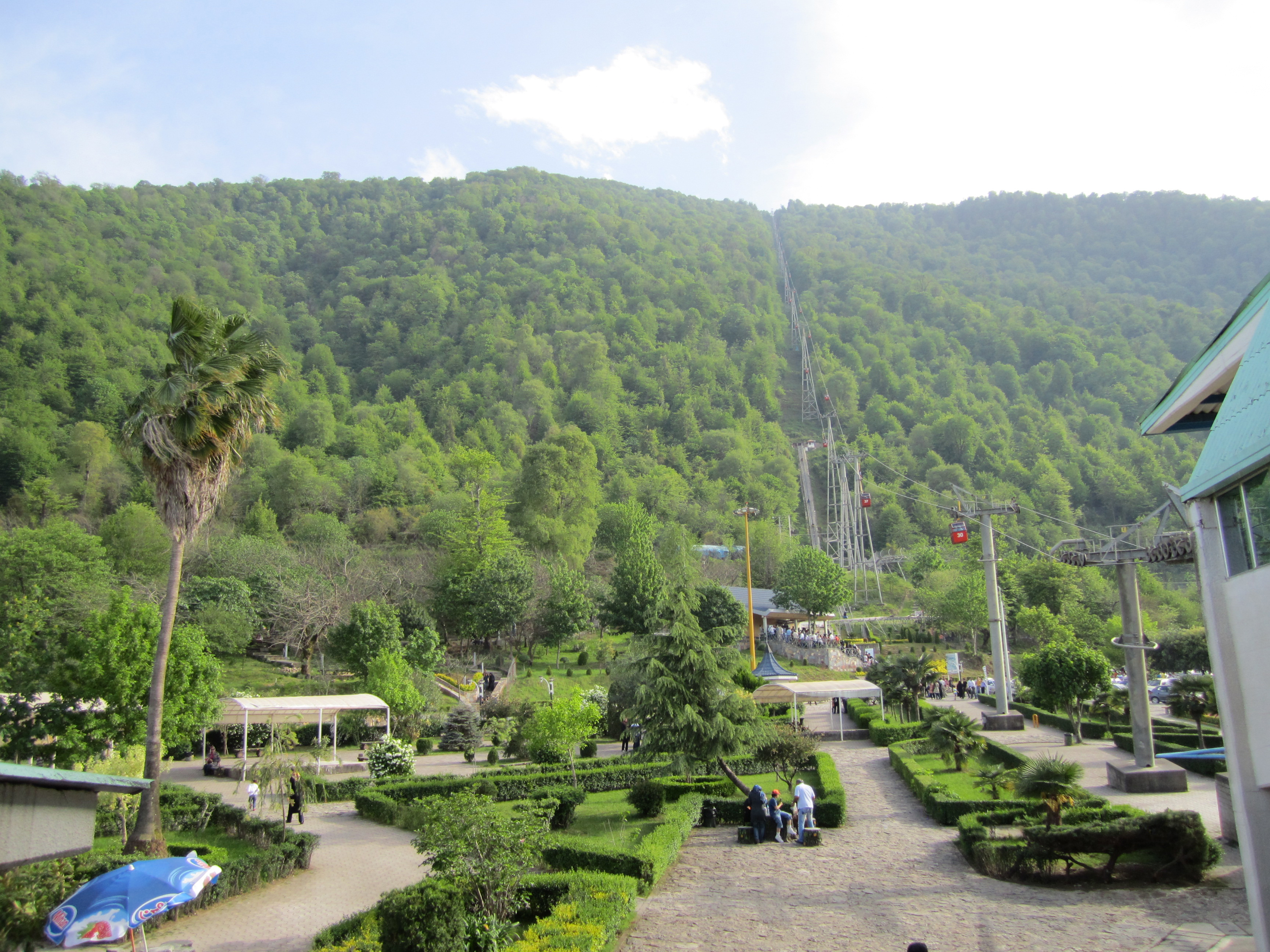
تلفريك نمك آبرود

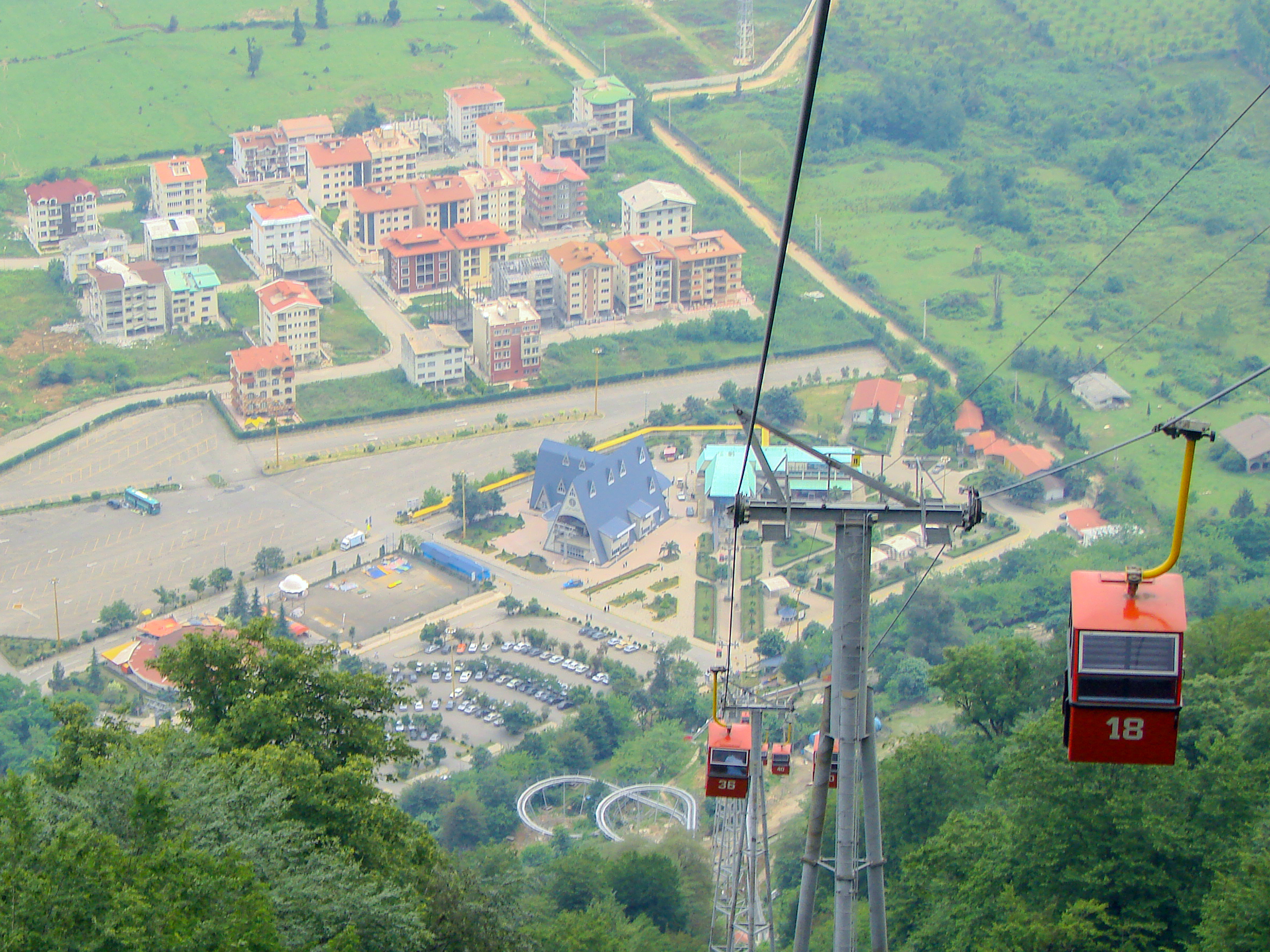
تلفريك نمك آبرود

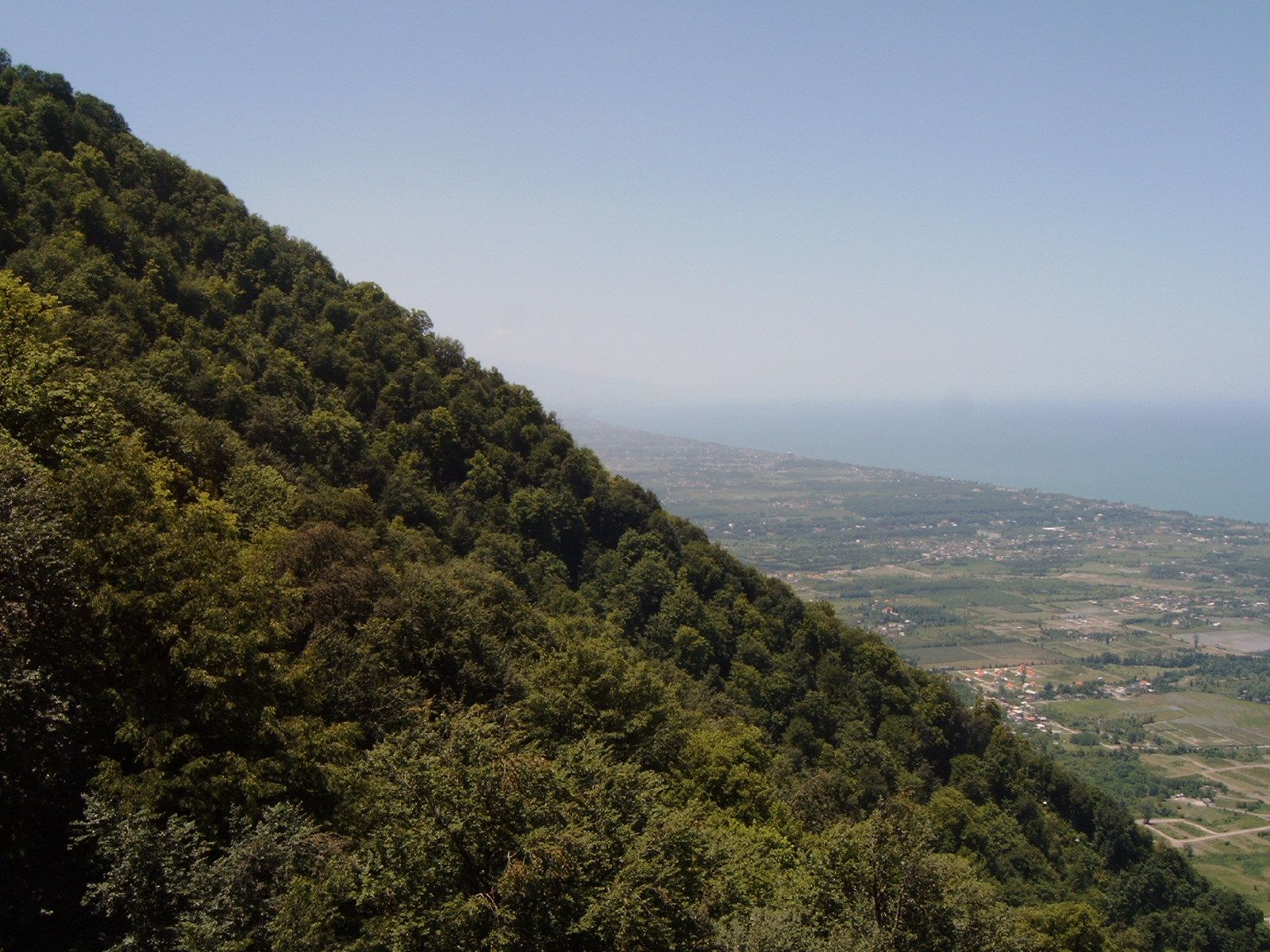
منظر لبحر قزوين من إحدى عربات تلفريك نمك آبرود

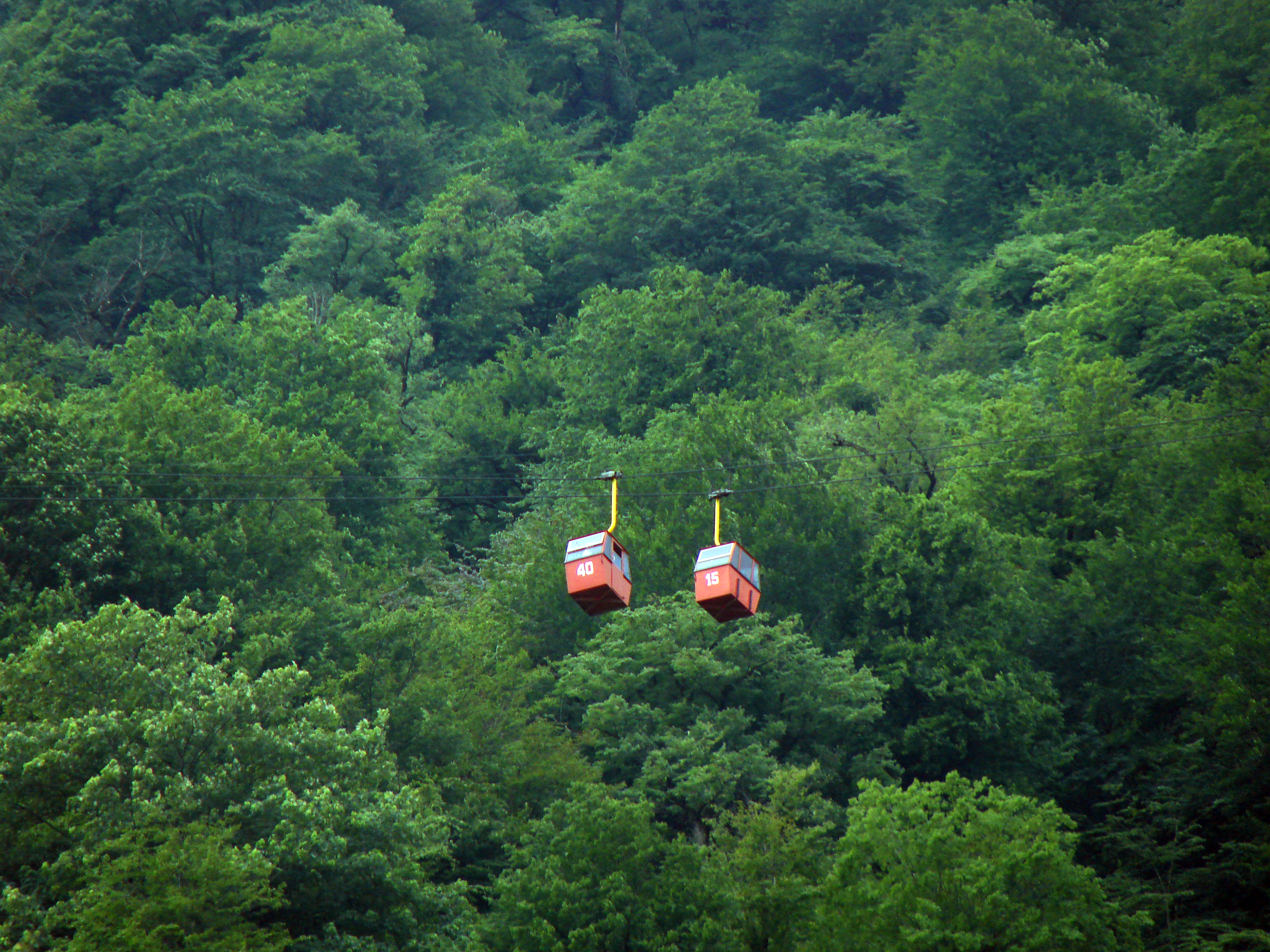
تلفريك نمك آبرود، أعلى تلفريك في جمهورية إيران

## الموقع
يقع هذا التلفريك والذي يُعد الأكبر من نوعه في إيران جنوب شرق مدينة نمك آبرود السياحية التي تقع على بعد اثني عشر كيلومتراً في غرب قضاء تشالوس بمحافظة مازندران. والتي يحّدها من الشمال بحر قزوين (بحر مازندران).

## معرض الصور

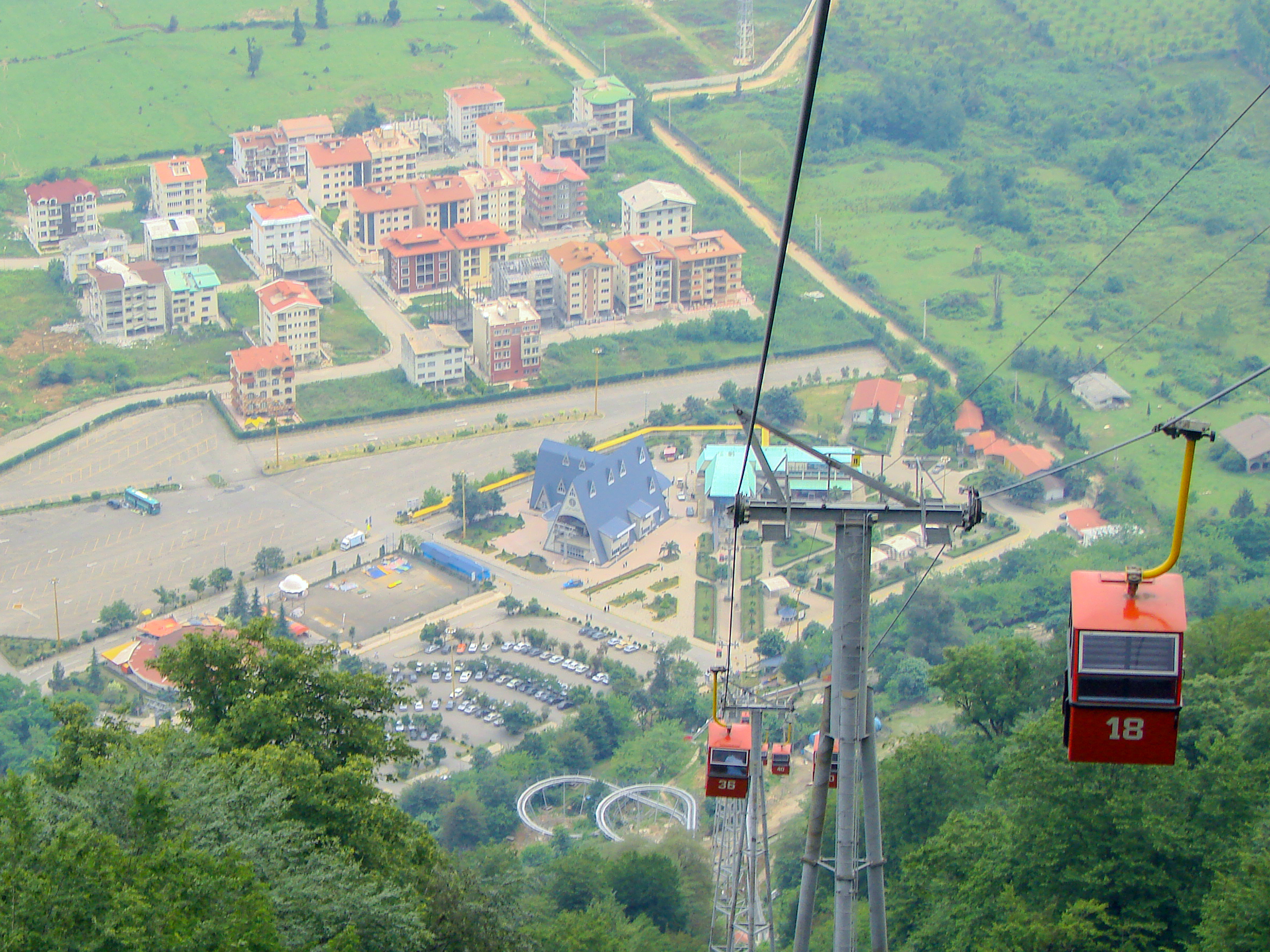
تلفريك نمك آبرود
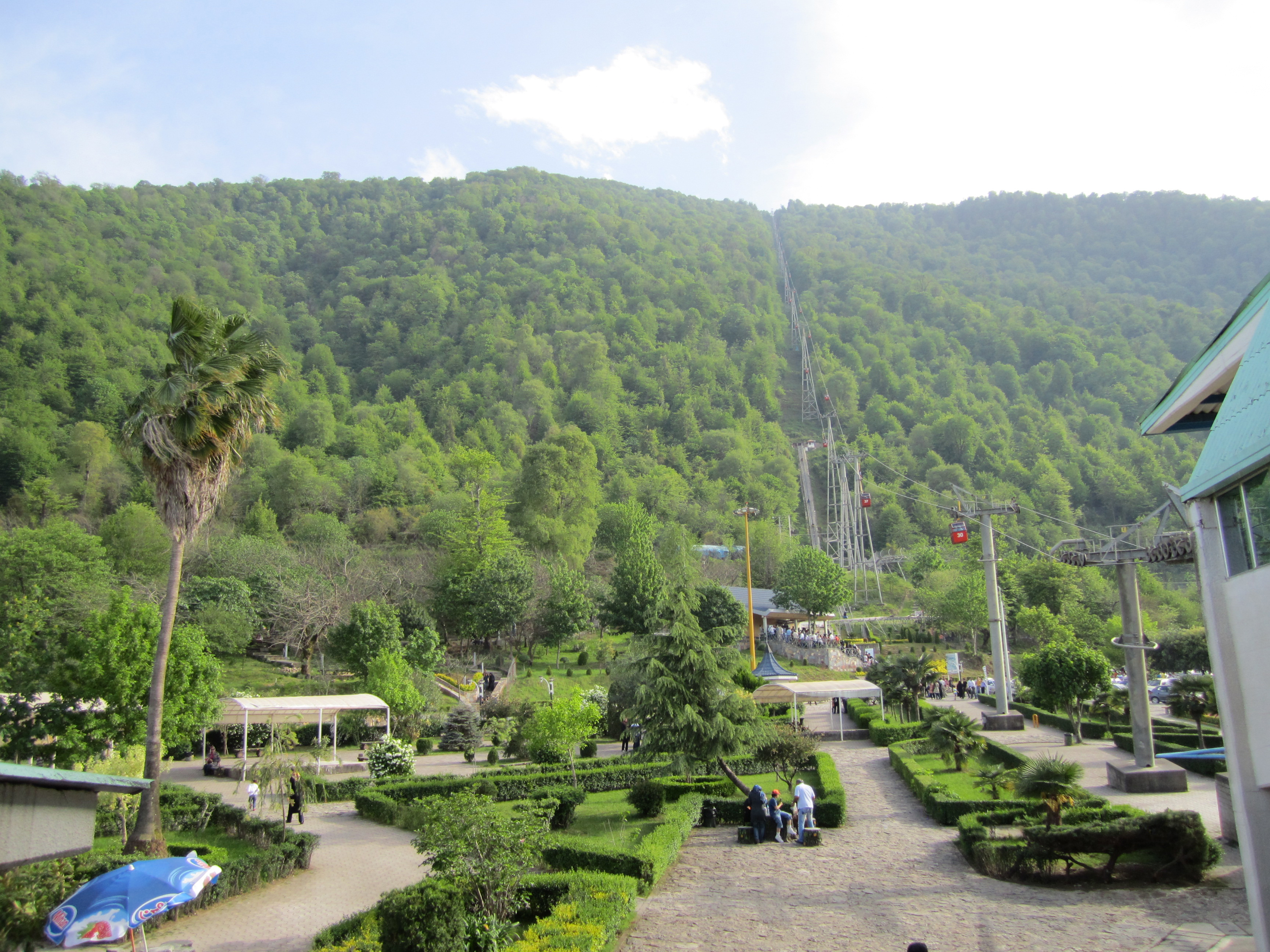
تلفريك نمك آبرود
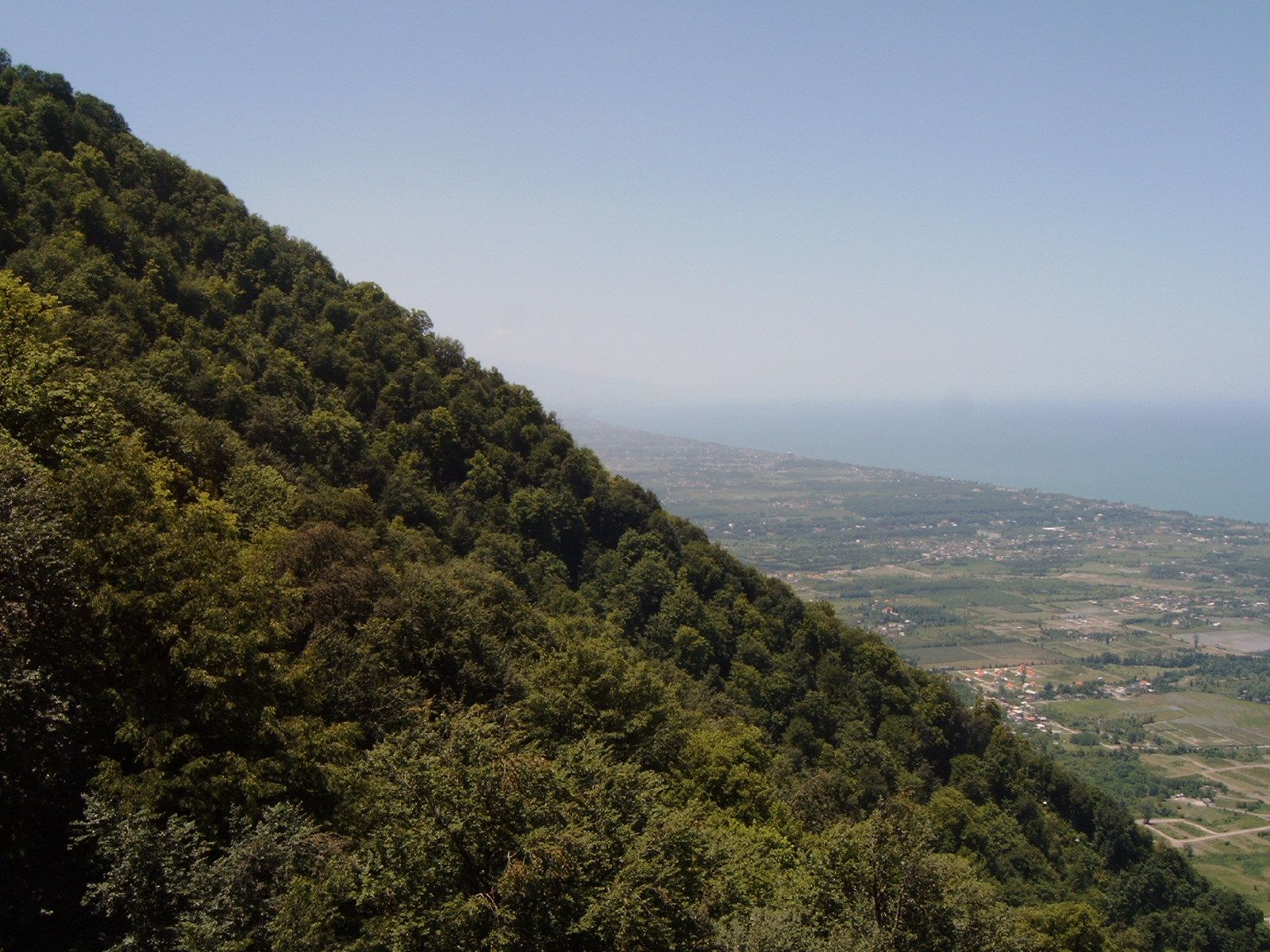
منظر لبحر قزوين من إحدى عربات تلفريك نمك آبرود
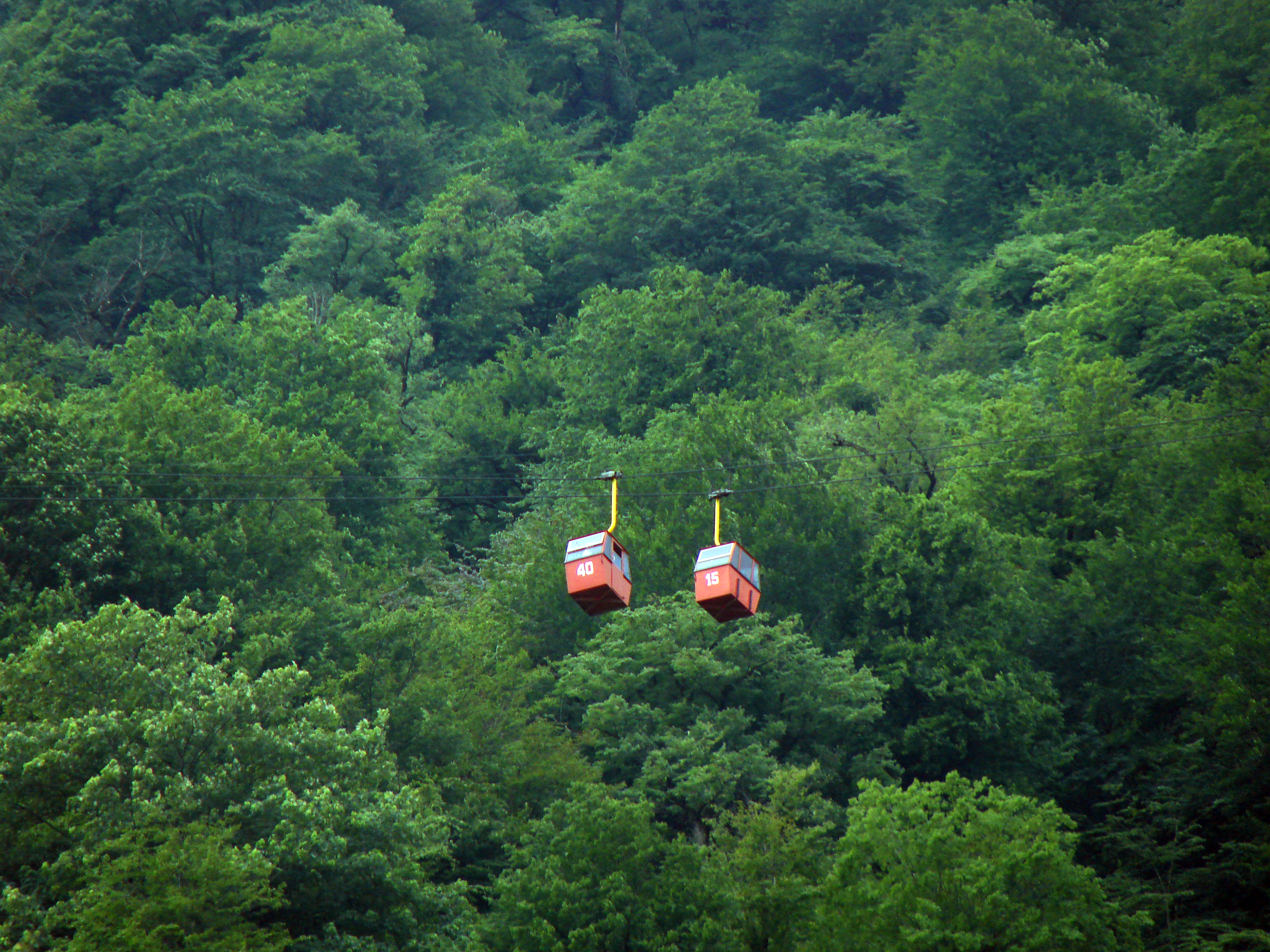
تلفريك نمك آبرود، اعلى تلفريك في إيران